# 多樂器演奏家

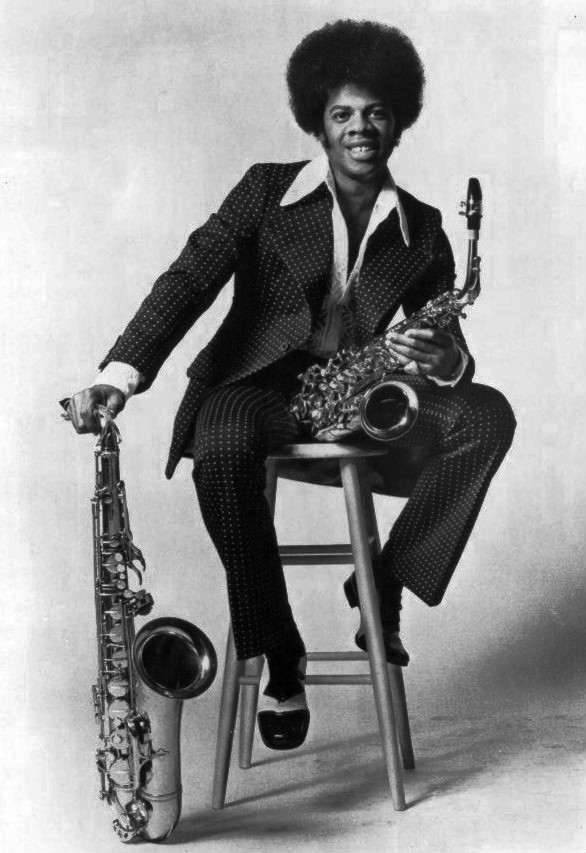
吉米·卡斯特演奏两种萨克斯管。

多乐器演奏家是指能以专业水平演奏两种以上乐器的音乐家。
多乐器演奏可以更灵活、有效率地使用音乐家。音乐家在表演期间可能暂时使用某个乐器。在管弦乐队（例如，同时能演奏短笛的长笛演奏者）和爵士乐（萨克斯及长笛演奏者）中多乐器演奏并不少见；低音提琴演奏者也可以演奏电贝司。在音乐剧中，可能需要乐池乐队的演奏者在演奏多种乐器。教堂的钢琴演奏者通常也需要演奏教堂的管风琴或哈蒙德风琴。
在流行音乐中，表演者精通不同乐器族的乐器比在古典音乐或爵士乐中更为常见，例如既会弹吉他又会弹键盘的音乐家。许多蓝草音乐家都是多乐器演奏家。一些音乐家工会组织的规定中，在表演或录音中同时使用两种及以上乐器的音乐家可以收到更高的报酬。

## 引用文献
1. ↑  . Merriam-Webster. （原始内容存档于2012-03-08）.